# Littlest Things
Singles de Lily Allen
LDN
(2006) Alfie/Shame For You
(2007)
Pistes de Alright, Still
Shame For You Take What You Take
Littlest Things est une chanson de l'artiste britannique Lily Allen pour son premier album Alright, Still. Écrite par Allen, Mark Ronson et Santi White, la chanson sort en tant que troisième single le 11 décembre 2006 sous le label Regal Recordings. Elle intègre un piano en fond musical et reprend des échantillons de la musique du film Emmanuelle par Pierre Bachelet et Hervé Roy, pour laquelle ils sont crédités comme coauteurs. La chanson est enregistrée au New York Studio, après qu'Allen a rencontré Ronson, qui est impressionné par ses travaux précédents et lui offre des échantillons différents. Les paroles racontent le départ du petit ami de la narratrice et le souvenir des moments passés ensemble.
Les critiques contemporains donnent des avis mitigés, certains affirment qu'il est l'un des moments les plus doux d'Allen, tandis que d'autres l'accusent de frauder. Le single atteint la 21e place du UK Singles Chart, devenant le premier single n'atteignant pas le top 20 au Royaume-Uni. Le vidéoclip accompagnant la chanson montre une vision des moments banals d'une relation qui s'éteint, où Allen se regarde avec son ex-compagnon. Il est dirigé par Nima Nourizadeh et est principalement tourné en noir et blanc. La chanson est interprétée en direct lors de sa tournée Still, Alright? en 2007 et durant It's Not Me, It's You World Tour en 2009.

## Genèse
Après les succès de ses deux singles Smile et LDN, Allen décide de promouvoir son album en sortant Littlest Things. La chanson est composée à New York, où Allen se rend après avoir rencontré le producteur Mark Ronson qui déjeunait avec son petit ami, Seb. À partir de là, elle lui dit qu'elle est chanteuse et lui donne une copie de la démo de son CD. Il est impressionné par sa chanson Smile et lui demande de travailler ensemble. Concernant le processus de composition de la chanson, Ronson déclare :

« Nous avons passé une journée ensemble et travaillé sur un certain nombre de choses, et nous sommes allés dans des magasins où je diffusais des échantillons de ses chansons. Puis, j'ai réalisé la partie de piano et de guitare de Littlest Things, elle s'est assis et a griffonné pendant une heure environ et terminé les paroles. Nous sommes allés dans la cabine pour enregistrer la chanson. Elle voulait faire du Mike Skinner à l'origine, faire du rap sur le couplet et chanter sur le refrain. Mais je lui ai demandé de chanter tout cela, elle a juste inventé la mélodie sur place, et chanté ce solo étonnant. À ce moment-là, j'ai réalisé que cette fille avait vraiment un don. »

En ce qui concerne la composition de la chanson et le sens des paroles, Allen remarque que :

« Mark a une très bonne oreille. Il était très détendu dans le studio et très sérieux. Il n'y avait pas vraiment de pression car il a son propre studio et il n'a donc pas les contraintes du temps. La chanson s'intitule Littlest Things et parle de ma rupture avec mon petit ami parce que Seb et moi nous étions séparés pendant quelques mois. Nous nous sommes réconciliés depuis. Cela a dû être gênant pour Mark car Seb était son ami, mais étant fraichement sortie d'une relation amoureuse, je voulais écrire quelque chose sur mon ressenti. Mark vient avec la musique d'abord puis je suis venue avec les paroles et nous avons adapté cela à une mélodie. C'est la façon dont je fais les chansons normalement — j'écris tout dans le studio — et cela signifie bien évidemment que les producteurs sont très importants pour moi. C'est un effort mixte complet. »

## Structure musicale
Musicalement, la chanson se situe dans une signature rythmique commune 4/4 et dans la tonalité de sol majeur, avec un tempo modéré de 82 pulsations par minute. Elle a une séquence basique de la mineur, ré7, sol, mi mineur, la mineur, fa7 et si comme progression d'accords, tandis que le piano et la guitare servent de fond musical. Littlest Things reprend des éléments d'Emmanuelle dans le miroir et du Thème pour Emmanuelle (Version instrumentale), écrits par Pierre Bachelet et Hervé Roy pour le film érotique français Emmanuelle sorti en 1974,. Cependant, il ne reprend pas d'échantillons de la chanson Karma Police par Radiohead contrairement aux rumeurs. Les paroles décrivent une vue d'ensemble sur une relation terminée et sur ses souvenirs. Alex Petridis de The Guardian les décrit comme un traitement de « la misère et du sexe dans une mesure égale », tout en rapportant que Ronson a demandé à Allen de chanter avec l'accent londonien.

## Accueil

### Critique
Littlest Things rencontre des avis mitigés de la presse. Heather Phares d'AllMusic complimente la chanson, en disant que la ballade adoucit l'image rude d'Allen et célèbre « les moments banals d'une relation en train de mourir », alors que le reporter Jon Dolan de Blender la considère comme un « single délaissé », où la chanteuse parle de la terreur d'être dans une relation « avec une inquiétude nerveuse sur un coup de piano fleuri du porno explicite des années 1970 ». Sal Cinquemani de Slant Magazine critique Allen pour avoir été une « poseuse qui manque de charisme, mord sur tout le monde, et est tellement écœurante et méprisante de tout le monde mais elle-même se fait passer pour la belle, la ballade mélancolique Littlest Things ressemble à une farce ». Tout en analysant Alright, Still, la critique de The Guardian, Sophie Heawood, décrit les paroles comme « la description parfaite d'une personne manquante : « We'd spend the whole weekend lying in our own dirt/ I was just so happy in your boxers and your T-shirt » ». Mark Pytlik de Pitchfork donne une critique positive, en disant que « Littlest Things fournit un des moments les plus doux d'Allen tout en laissant Ms Dynamite simultanément au fond des ballades R&B ». Il pense que la chanson est faite à partir de la « zone de confort » d'Allen avec des chansons comme Smile, le résultat étant « d'ordre relevé, sinon un peu plus irrégulier ». Le critique Todd Gilchrist d'IGN considère la chanson comme la « mélodie la plus émouvante » de l'album, tout en pensant qu'elle « compile une liste de contrôle belle et triste des moments intimes, elle partage plus avec son cher petit ami parti ».

### Commercial
Le single entre à la 53e place du classement britannique, le pays natal de la chanteuse, et atteint la 21e place. Il s'agit de la position la moins bonne d'Allen dans l'UK Singles Chart en 2010, et est la seule chanson qui n'a pas atteint le top 20, après Who'd Have Known qui a atteint la 39e position en 2009. Bien qu'il ne soit pas entré dans le classement de la région flamande, la chanson atteint la treizième place d'Ultratip, un classement belge d'Ultratop.

## Vidéoclip
Le vidéoclip est tourné par Nima Nourizadeh et est diffusé le 11 décembre 2006 pour la première fois. Il débute par une vue aérienne d'un piano qui commence à fonctionner tout seul et se déplace ensuite pour faire apparaître un décor de film. Allen est debout près d'un réverbère, portant un imperméable, avec des lumières, une caméra et des réalisateurs l'environnant. L'image zomme dans la caméra et le studio devient noir et blanc, puis l'histoire raconte la vie de la chanteuse quand elle commence le premier couplet. Depuis le réverbère, elle est capable de se voir dans la rue avec son ancien petit copain. Tandis qu'ils entrent dans un immeuble, une lumière s'allume dans l'une des fenêtres, révélant des silhouettes s'embrassant. Le plan change, et ils dansent tous les deux, tandis qu'un homme joue du piano en arrière-plan ; comme il tient cette position, elle continue à chanter. La caméra dézoome pour revenir à une fenêtre en forme de cœur se ferme et s'ouvre un tableau accroché sur le mur d'Allen. Elle est seule dans la pièce, devant un miroir. Ses cheveux sont longs et elle est vêtue d'une robe de chambre. Le piano est revu encore une fois et l'image se déplace vers une fenêtre, où Allen est de nouveau contre le lampadaire, comme au début de la vidéo. Elle regarde encore les silhouettes à travers la fenêtre qui s'effondre sur elle et change la scène. Cette fois, la chanteuse est vue à travers une fenêtre puis se retourne vers un miroir qui capture une porte. Allen, vêtue de l'imperméable, marche avec son petit ami, tandis que les ombres sont toujours apercevables. L'image change d'Allen vers le décor du film, dézoomant hors de la caméra, rendant la vidéo en couleur.

## Interprétation scénique
Lily Allen interprète Littlest Things. Lors de la tournée Still, Alright? en 2007, Allen l'interprète en cinquième position.

## Classement hebdomadaire
| Classement (2006-2007)          | Meilleure position |
| ------------------------------- | ------------------ |
| Belgique (Flandre Ultratip 100) | 13                 |
| Royaume-Uni (UK Singles Chart)  | 21                 |

## Versions
| CD Single 1. Littlest Things - 3:04 2. U Killed It - 4:27 Vinyl 33 tours 1. Littlest Things 2. Everybody's Changing | Téléchargement 1. Littlest Things 2. Littlest Things (Instrumental) 3. Littlest Things (Direct à Bush Hall) 4. U Killed It |

## Crédits
- Lily Allen - chant, auteur
- Mark Ronson - auteur, producteur, enregistrement, programmation des batteries, percussions
- Santi White - auteur
- Pierre Bachelet - auteur des échantillons
- Hervé Roy - auteur des échantillons
- Rob Smith - enregistrement
- Kieran Panesar - assistant d'enregistrement
- Tim Burrell - master recording
- Tim Debney - master recording
- Vaughan Merrick - mixage audio